# Junior League World Series 2005
Die Junior League World Series 2005 war die 25. Austragung der Junior League Baseball World Series, einem internationalen Baseballturnier für Knaben zwischen 13 und 14 Jahren. Gespielt wurde wie jedes Jahr in Taylor, Michigan.

## Teilnehmer
Die zehn Mannschaften bildeten eine Gruppe aus fünf Mannschaften aus den Vereinigten Staaten und eine Gruppe aus fünf internationalen Mannschaften.
| Vereinigte Staaten                       | International                                   |
| ---------------------------------------- | ----------------------------------------------- |
| Freehold Township, New Jersey Region Ost | Saipan, Nördliche Marianen Region Asien-Pazifik |
| Tarpon Springs, Florida Region Süd       | Rotterdam, Niederlande Region EMEA              |
| Fort Worth, Texas Region Südwest         | Ottawa, Ontario Region Kanada                   |
| Pearl City, Hawaii Region West           | Panama-Stadt, Panama Region Lateinamerika       |
| Fort Wayne, Indiana Region Zentral       | Arroyo, Puerto Rico Region Puerto Rico          |

## Ergebnisse
Die Teams wurden in zwei Gruppen eingeteilt. Jeder spielte gegen Jeden in seiner Gruppe, die beiden Ersten spielten gegeneinander den Finalplatz aus.

### Vorrunde

#### Gruppe Vereinigte Staaten
| Platz | Region  | W | L | %     |
| ----- | ------- | - | - | ----- |
| 1.    | Süd     | 3 | 1 | 0.750 |
| 2.    | West    | 3 | 1 | 0.750 |
| 3.    | Ost     | 2 | 2 | 0.500 |
| 4.    | Südwest | 2 | 2 | 0.500 |
| 5.    | Zentral | 0 | 4 | 0.000 |

| Datum      | Zeit  | Begegnung | Begegnung | Begegnung | Ergebnis |
| ---------- | ----- | --------- | --------- | --------- | -------- |
| 14. August | 17:30 | Ost       | –         | Südwest   | 7:0      |
| 14. August | 20:15 | Zentral   | –         | Süd       | 6:10     |
| 15. August | 11:00 | West      | –         | Ost       | 11:5     |
| 15. August | 17:00 | Zentral   | –         | Südwest   | 0:10     |
| 16. August | 14:00 | Süd       | –         | Ost       | 3:1      |
| 16. August | 20:00 | West      | –         | Südwest   | 4:3      |
| 17. August | 11:00 | Süd       | –         | Südwest   | 1:14     |
| 17. August | 17:00 | West      | –         | Zentral   | 10:0     |
| 18. August | 17:00 | Ost       | –         | Zentral   | 10:5     |
| 18. August | 20:00 | Süd       | –         | West      | 12:7     |

#### Gruppe International
| Platz | Region        | W | L | %     |
| ----- | ------------- | - | - | ----- |
| 1.    | Puerto Rico   | 4 | 0 | 1.000 |
| 2.    | Lateinamerika | 3 | 1 | 0.750 |
| 3.    | Kanada        | 2 | 2 | 0.500 |
| 4.    | Asien-Pazifik | 1 | 3 | 0.250 |
| 5.    | EMEA          | 0 | 4 | 0.000 |

| Datum      | Zeit  | Begegnung     | Begegnung | Begegnung     | Ergebnis |
| ---------- | ----- | ------------- | --------- | ------------- | -------- |
| 14. August | 12:00 | Puerto Rico   | –         | Asien-Pazifik | 4:2      |
| 14. August | 14:45 | EMEA          | –         | Kanada        | 1:10     |
| 15. August | 14:00 | Asien-Pazifik | –         | Kanada        | 8:9 (8)  |
| 15. August | 20:00 | Puerto Rico   | –         | Lateinamerika | 4:0      |
| 16. August | 11:00 | EMEA          | –         | Puerto Rico   | 2:15     |
| 16. August | 17:00 | Asien-Pazifik | –         | Lateinamerika | 2:8      |
| 17. August | 14:00 | EMEA          | –         | Asien-Pazifik | 3:6      |
| 17. August | 20:00 | Kanada        | –         | Lateinamerika | 0:4      |
| 18. August | 11:00 | EMEA          | –         | Lateinamerika | 0:12     |
| 18. August | 14:00 | Puerto Rico   | –         | Kanada        | 15:6     |

### Finalrunde
|  | US und Intern. Finale | US und Intern. Finale |                   |         | Weltmeisterschaft | Weltmeisterschaft |
|  |                       |                       |                   |         |                   |                   |
|  | 19. August            |                       |                   |         |                   |                   |
|  | IN1 Puerto Rico       | 2                     |                   |         |                   |                   |
|  | IN2 Lateinamerika     | 7                     |                   |         | 20. August        | 20. August        |
|  |                       |                       | IN2 Lateinamerika | 3       |                   |                   |
|  | 19. August            | 19. August            |                   | US1 Süd | 0                 |                   |
|  | US1 Süd               | 7                     |                   |         |                   |                   |
|  | US2 West              | 6                     |                   |         |                   |                   |
|  |                       |                       |                   |         |                   |                   |

## Weblink
- Offizielle Webseite der Junior League World Series